# 전 영암 거푸집 일괄
전 영암 거푸집 일괄(傳 靈巖 鎔范 一括)은 도끼와 칼·창 등을 주조하였던 활석(滑石)으로 만든 용범들로 광복 후 전라남도 영암군에서 발굴된 것으로 전해지고 있다. 1986년 3월 14일 대한민국의 국보 제231호로 지정되었다.

## 개요
숭실대학교 소장 용범 중 대부분은 한 번에 여러 개의 도구를 제작할 수 있도록 여러 도구의 형태를 하나의 거푸집에 새긴 것들이다. 활석·사암과 같은 암석 한 쌍을 일정한 형태로 다듬은 다음, 각각 그 위에 만들려고 하는 도구의 형상을 절반씩 파 새기고, 이들을 하나로 합친 다음, 그 사이의 홈에 청동물을 부어 도구를 만들었다. 이들 용범들을 각각 설명하면 다음과 같다. 
1. 세형동검(細形銅劒) 용범 1세트 : 두 쪽으로 되어 마주 결합하여 사용하게 되어 있는데, 한쪽의 크기는 34.5cm×7.4cm×4cm이고, 주조한 동검의 크기는(홈의 크기) 길이 33cm이다. 동검은 주조한 후 날을 세우면서 점점 절대부(節帶部)가 분명해지는 것임을 알 수 있다. 등대를 보면 자루 부분 단면은 타원형으로 되어 있는데, 삽입하는 부분에 이르면 거의 원형을 이루고 있다. 그리고 등대는 칼날 앞 끝까지 뻗어 있다. 아마 이렇게 주조하여 날을 세우면 봉부(鋒部)가 형성되는 모양이다. 많이 사용하여서 까맣게 돌이 타있고 부분적으로 떨어진 곳도 있다. 두쪽을 마주 조합할 때 정확히 하기 위하여 자루 부분의 양편에 합치시키기 위한 선을 그어 놓았다.
2. 세형동검·동과(細形銅劒·銅戈) 용범 1세트 : 두 쪽으로 되어 마주 조립하여 사용하도록 되어 있는데, 한면은 세형동검을 한면은 동과를 주조하게끔 만들었다. 한쪽의 크기는 35.5cm×8.8cm×4.1cm이다. 역시 많이 사용하여 검(劒), 과(戈)부분 모두가 까맣게 타있다.
3. 동부(銅斧)·동착(銅鑿) 용범 1세트 : 역시 두 쪽을 마주 조합하여 사용하게 되어 있는데, 한 면은 원형 날의 동부(銅斧)를, 한 면은 소동부(小銅斧,자귀)와 착(鑿,끌) 2개를 동시에 주조하도록 만들었다. 동부는 둥근 날에 귀를 붙여 놓았는데, 이 귀는 수실같은 장식을 메어 다는 데 사용한 것으로서 동모에 붙어있는 귀와 같은 역할을 하였을 것이다. 끌과 자귀는 공구(工具)였다.
4. 동부·낚시바늘 용범 : 역시 두 쪽으로 되어 있는데 부채꼴 형태 동부(銅斧)이다. 부채꼴의 인부(刃部)는 요동지방(遼東地方)이나 미송리(美松里)에서 출토한 것보다는 좁아졌고 덜 휘어져 시대적 차이를 느낄 수 있다. 그런데 한 쪽면 동부형 옆에 침(針)과 조침(釣針)의 틀을 만들었다. 한쪽(왼쪽)만으로 주조하여 갈아서 사용하였는지는 알 수 없으나, 그 부위가 전혀 타있지 않은 것으로 미루어 여기의 바늘과 낚시틀은 사용하지 않은 것 같다. 동부틀은 역시 까맣게 타있다.
5. 동부 : 역시 두 쪽으로 되어 있는 작은 동부 용범인데 많이 사용하였다. 크기는 11.93cm×7.05cm×2.17cm이다. 동부 용범 한쪽의 뒷면에는 쌍낚시바늘과 외낚시바늘 두 개를 만들었고, 한쪽 뒷면에는 다뉴세문경 틀을 새기다가 중지하였다. 세문경(細文鏡)을 만들다가 실패하고 그 석재를 잘라서 동부를 만든 것 같다. 낚시틀은 사용한 흔적이 없다.
6. 동부·동착 용범 : 역시 두 쪽으로 되어 있는데 한면은 자귀를, 한면은 끌 2개를 만들었다. 끌 용범 양쪽에는 바늘 용범을 한 개씩 붙여 만들었다.
7. 동모(銅矛)·동검(銅劒) 용범 : 한 쪽밖에 없는데 한 면에는 동모를, 한 면에는 세형동검(細形銅劒) 용범을 만들었다. 크기는 20.2cm×7.45cm×2.43cm이다.
8. 동사·동검(銅劒) 용범 : 한 면에는 세형동검 용범을, 한 면에는 동사와 침(針) 용범을 만든 것인데 깨어진 파편이지만, 많이 사용한 것이다.

## 같이 보기
- 용범
- 거푸집

## 참고 자료
- 전 영암 거푸집 일괄 - 국가유산청 국가유산포털
- 본 문서에는 서울특별시에서 지식공유 프로젝트를 통해 퍼블릭 도메인으로 공개한 저작물을 기초로 작성된 내용이 포함되어 있습니다.